# Lâ'l
Lâ'l, ett musikalbum från 1994 av Sertab Erener. Albumet har mer karaktären av en musikalskiva än Sertabs i vanliga fall popinfluerade musik. Med denna skiva blev hon känd för den större publiken.

## Låtlista
1. Sevdam ağlıyor
2. Rüya
3. Mecbursun
4. Gel barışalım artık
5. Büyü de gel
6. Lâ'l
7. Masal
8. Dargın değilim
9. Erkeğim
10. Günahın boynumu